# Dominik Staszewski
Dominik Staszewski (ur. 1861 w Mławie, zm. 26 czerwca 1926 w Płocku) – polski prawnik i historyk regionalny.

## Rodzina
Był synem Florentyna Euzebiusza Delfina i Józefy z Wojciechowskich. W 1889 w Szydłowie wziął ślub z pochodząca stamtąd Anną Honoratą Majewską, córką Modesta i Anny z Gruzlewskich. Mieli troje dzieci: Jerzego (1890–1968), Stefana (ur. 1896) i Martę Jadwigę (1900–1966, po mężu Szypułkowska).

## Życiorys
Ukończył Gimnazjum Gubernialne w Płocku, a w 1887 studia prawnicze na Uniwersytecie Warszawskim. W latach 1896–1907 był sędzią pokoju w Jednorożcu w Puszczy Zielonej. Miał przydzieloną działkę ziemi we wsi Stegna, na której wypróbowywał nowe sposoby gospodarowania. Wyniki swej pracy przekazywał okolicznym Kurpiom, w celu podniesienia poziomu kultury rolnej na tych terenach.
W 1903 współzakładał Szkołę Handlową w Mławie (dziś II Liceum Ogólnokształcące im. Stanisława Wyspiańskiego w Mławie).
Od 1907 aż do śmierci był notariuszem przy kancelarii hipotecznej sędziego pokoju miasta Płocka. Był członkiem Zarządu Towarzystwa Naukowego Płockiego, a także inicjatorem wznowienia działalności tej organizacji. Angażował się również w działalność innych płockich stowarzyszeń, m.in. Płockiego Towarzystwa Wioślarskiego. Działał społecznie w Mławskim Towarzystwie Śpiewaczym Lutnia. Swoje artykuły zamieszczał m.in. na łamach następujących czasopism: "Echa Płockie i Łomżyńskie", "Głos Płocki" (był członkiem komitetu redakcyjnego), "Kurier Płocki", "Gazeta Ludowa", "Gazeta Codzienna", "Gazeta Polska". Teksty przedrukowywano albo streszczano w "Kurierze Warszawskim", "Kurierze Rolniczym" czy "Gazecie Świątecznej".
W 1912 założył spółdzielnię tytoniową "Spójnia". Miała ona charakter wytwórczy. Staszewski zatrudniał w niej 31 pracowników.
Zmarł w Płocku i został pochowany na starym cmentarzu parafialnym. W Mławie jest ulica jego imienia.

## Publikacje
Pobyt w Jednorożcu udokumentował wydaną w 1903 pracą pt. Moralność i umoralnienie Kurpiów (odbitka z "Ech Płockich i Łomżyńskich"). Przedstawił w niej poglądy na temat tego, jak specyficzne warunki życia miały wpływ na rozwój społeczny, gospodarczy i kulturalny Kurpiów. Krytykował m.in. zjawisko masowej emigracji zarobkowej z Kurpiowszczyzny do Prus i Ameryki.
Ponadto był autorem książek: 
- Zarys historyczny Ziemi Dobrzyńskiej (1908; razem z Aleksandrem Macieszą)
- Mława. Opis historyczny (1907)
- Dawne kościoły płockie (1912)